# Жалшы
Жалшы (каз. Жалшы) — село в Зайсанском районе Восточно-Казахстанской области Казахстана. Входит в состав Шиликтинского сельского округа. Код КАТО — 634649200.

## Население
В 1999 году население села составляло 767 человек (396 мужчин и 371 женщина). По данным переписи 2009 года, в селе проживало 707 человек (340 мужчин и 367 женщин).